# Eileen Gray
Kathleen Eileen Moray Smith, mais conhecida como Eileen Gray (Enniscorthy, 9 de agosto de 1878 – Paris, 31 de outubro de 1976) foi uma arquiteta e designer irlandesa e pioneira da arquitetura moderna. Ao longo de sua carreira, ela esteve associada a muitos artistas europeus notáveis de sua época, incluindo Kathleen Scott, Adrienne Gorska, Le Corbusier e Jean Badovici. 
Seus trabalho mais famosos no design são os luxuosos acabamentos lacados em móveis de estética art déco, que depois evoluiram para móveis de aço tubular em international style na década de 1920. Uma de suas criações, a Poltrona dos Dragões, foi vendida em 2009 em um leilão por 21,9 milhões de euros, valor recorde na época para móveis do século XX.
No campo da arquitetura, ela é famosa por ter criado a residência E-1027 com seu então companheiro Jean Badovici em Roquebrune-Cap-Martin, no sul da França, considerada na atualidade uma das obras-primas da arquitetura moderna. Depois de ter sua carreira amplamente negligenciada por muitos anos, ela experimentou um ressurgimento da popularidade no final de sua vida, e sua importância dentro da história da arquitetura e do design tem ficado mais conhecida.

## Primeiros anos
Eileen Gray nasceu Kathleen Eileen Moray Smith em 9 de agosto de 1878, perto de Enniscorthy, no condado de Wexford, no Reino Unido da Grã-Bretanha e Irlanda. Ela era a caçula de cinco filhos em uma família protestante anglo-irlandesa. Seu pai, James MacLaren Smith, era um pintor de paisagens escocês. Ele incentivou o interesse de Eileen em pintura e desenho. Embora ele não fosse muito famoso, James conhecia os principais artistas da época.
O casamento de seus pais terminou quando ela tinha onze anos e seu pai deixou a Irlanda para morar e pintar na Europa. A mãe de Eileen, Eveleen Pounden, era neta de Francis Stuart, 10º conde de Moray. Ela se tornou a 19ª baronesa Grey em 1895 após a morte de seu tio. Embora o casal já estivesse separado por esse ponto, o pai de Eileen mudou seu nome para Smith-Gray por licença real e os quatro filhos passaram a ser conhecidos como Gray.
Eileen dividiu sua educação entre a Brownswood House na Irlanda e a casa da família em Kensington, Londres. O irmão e o pai dela morreram em 1900.

## Educação
Eileen frequentou brevemente uma escola em Dresden, na Alemanha, mas foi principalmente educada por governantas.A educação artística séria de Eileen começa em 1900 na Slade School, em Londres. Eileen foi um estudante de artes plásticas registrado em Slade entre 1900 e 1902. Embora o ensino de artes plásticas fosse típico para uma jovem da classe de Eileen, Slade era uma escolha incomum. Conhecida como uma escola boêmia, as aulas em Slade eram geralmente co-educacionais, o que era usual para a época. Eileen era uma das 168 alunas de uma turma de 228. Alguns dos professores de Eileen na Slade foram Philip Wilson Steer, Henry Tonks e Frederick Brown. Enquanto estava no Slade, Eileen conheceu o restaurador de móveis Dean Charles em 1901. Charles foi a primeira introdução dela à lacagem e ela aprendeu as técnicas da empresa dele no Soho.
Em 1902, Eileen muda-se para Paris com Kathleen Bruce e Jessie Gavin. Eles se matricularam na Academia Colarossi , escola de arte popular entre estrangeiros, mas logo mudaram para a Academia Julian. Ela retorna em 1905 a Londres para ficar com sua mãe, que estava doente, e nos dois anos seguintes, ela estudou lacagem com Dean Charles antes de retornar a Paris.
Quando ela voltou a Paris, Eileen começou a treinar com Seizo Sugawara. Sugawara era de Jahoji, uma vila no norte do Japão famosa por seu trabalho em laca, e ele estava em Paris para restaurar as peças de laca que o Japão enviou para a Exposição Universal. Eileen estava tão dedicada a aprender o ofício que sofreu a chamada doença da laca, uma erupção dolorosa nas mãos, mas que não a impediu de trabalhar.
Em 1910, Eileen abriu uma oficina de laca com Sugawara. Em 1912, ela estava produzindo peças por encomenda para alguns dos clientes mais ricos de Paris. Participou da Primeira Guerra Mundial servindo como motorista de ambulância no início dos conflitos, e depois retornou à Inglaterra para esperar o fim da guerra com Sugawara. 

## Design de interiores

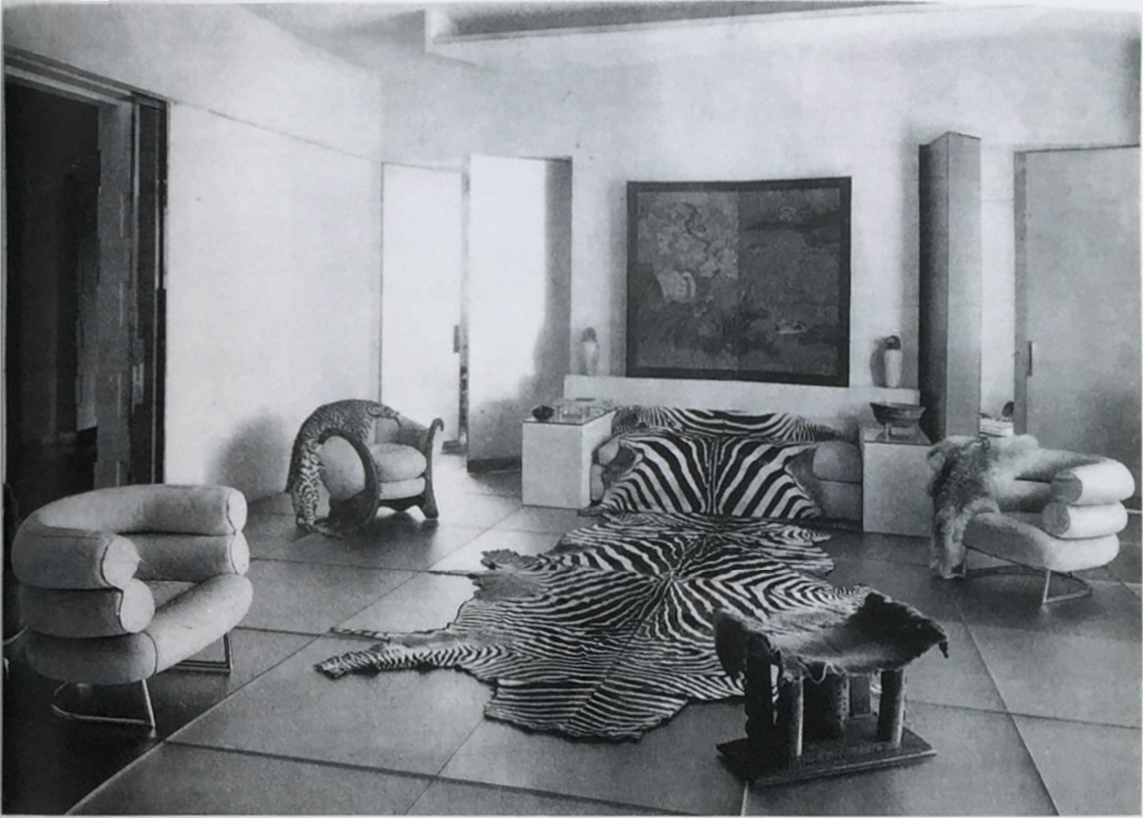
Móveis de Eileen Gray, como a cadeira Bibendum, no Le salon de verre (salão de vidro), desenhado por Paul Ruaud para a madame Mathieu-Levy (Juliette Lévy) na Rue de Lota, Paris, em 1922 (publicada em L'Illustration, 27 de maio de 1933).

Após a guerra, Eileen e Sugawara retornaram a Paris. Em 1917, Eileen foi contratada para redesenhar o apartamento da Rue de Lota da socialite Juliette Lévy. Também conhecida como Madame Mathieu Levy, Juliette tinha uma casa de moda e uma loja de chapelaria.

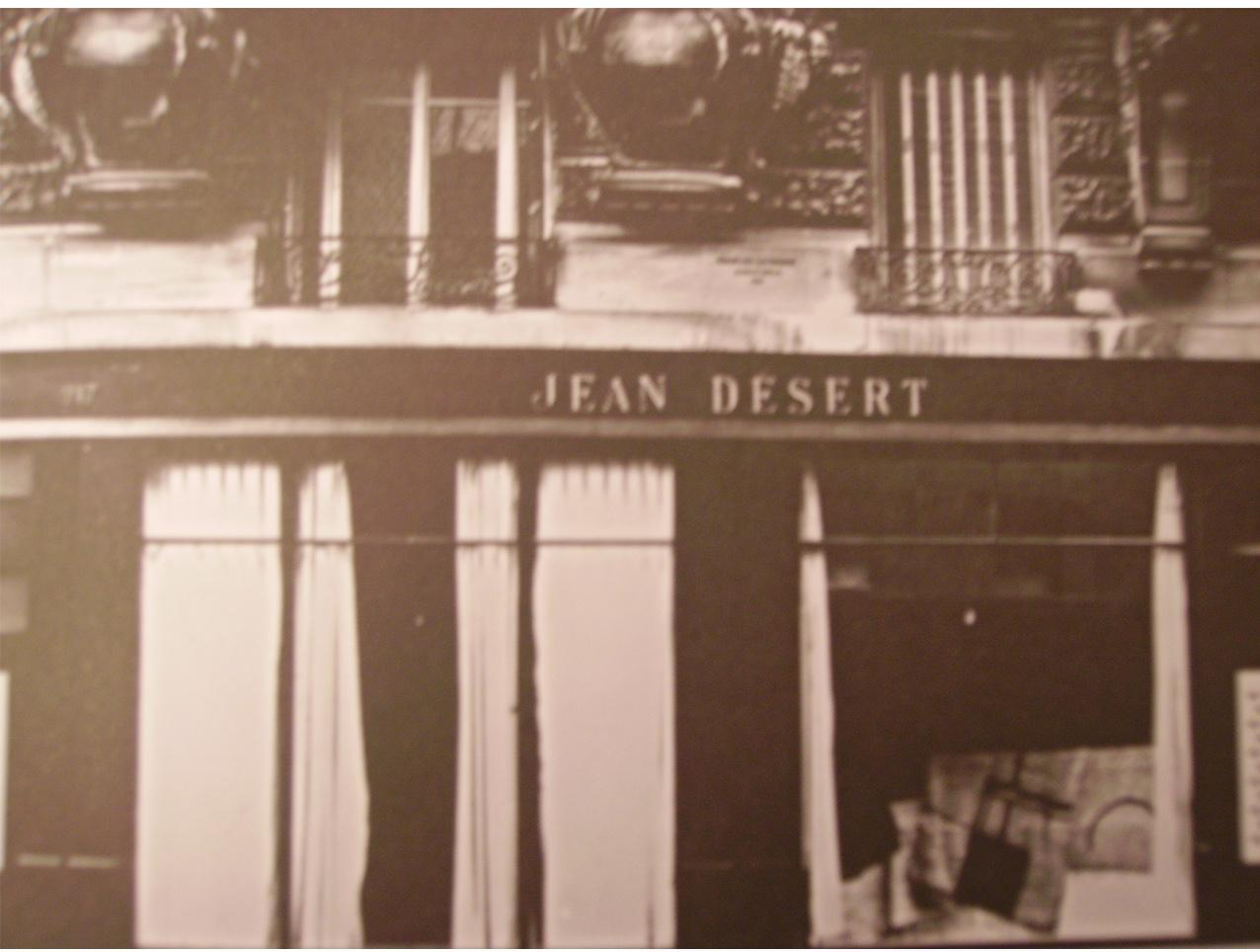
A loja Jean Desert

O apartamento da Rue de Lota foi chamado de "o epítome do Art Déco". Uma edição de 1920 do Harper's Bazaar descreve o apartamento da Rua de Lota como "completamente moderno, embora haja muito sentimento pela antiguidade". Os móveis incluíam alguns dos desenhos mais conhecidos de Eileen - a cadeira Bibendum e o sofá-cama Pirogue. A cadeira Bibendum remetia ao boneco da Michelin com formas semelhantes a pneus, sobre uma estrutura de aço cromado. O sofá-cama Pirogue era em forma de gôndola e terminada em laca de bronze patinada.
O sucesso crítico e financeiro do projeto levou Eileen a abrir sua própria loja, Jean Désert, em 1922. Ela estava localizado na elegante Rue du Faubourg-Saint-Honoré, em Paris. A loja recebeu o nome de um proprietário imaginário, Jean, e do fascínio de Eileen pelo deserto do norte da África, que visitou em uma viagem onde aprendeu sobre a cultura têxtil. A própria Eileen projetou a fachada da loja. Jean Désert vendeu os tapetes geométricos abstratos projetados por Eileen e tecidos nas oficinas de Evelyn Wyld. Entre os clientes estavam James Joyce, Ezra Pound e Elsa Schiaparelli.
No início, Eileen usava materiais luxuosos, como madeiras exóticas, marfim e peles. Na metade da década de 1920, suas peças se tornaram mais simples e mais industriais, refletindo seu crescente interesse no trabalho de Le Corbusier e outros modernistas.
A loja Jean Désert fechou devido a perdas financeiras em 1930.

## Arquitetura

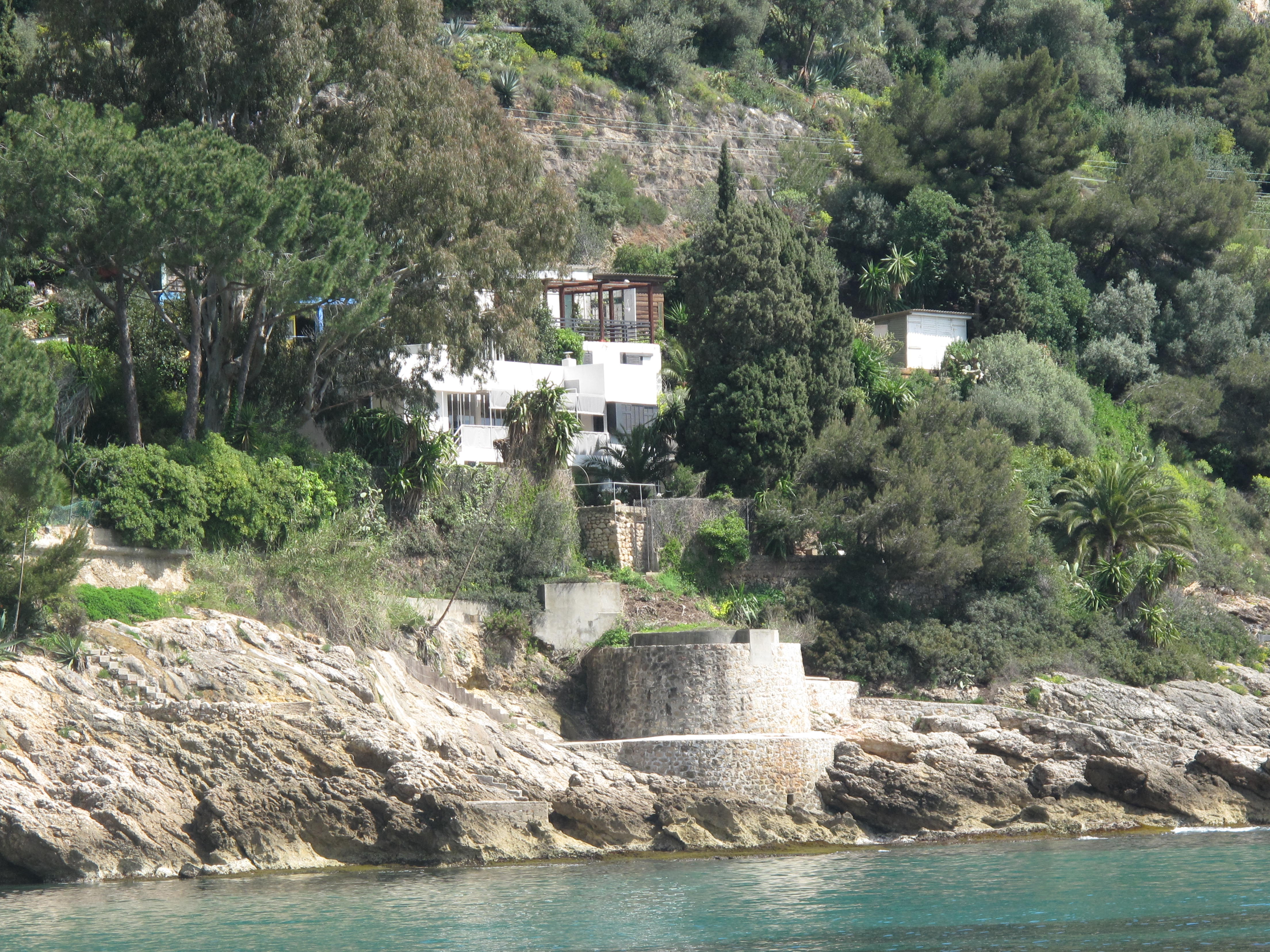
A casa E-1027 vista do mar.

Em 1921, Eileen estava envolvida romanticamente com o arquiteto e escritor romeno Jean Badovici, que era 15 anos mais novo. Ele incentivou o crescente interesse dela em arquitetura. De 1922/1923 a 1926, Eileen fez um aprendizado informal de arquitetura, não tendo nunca recebido nenhum treinamento formal como arquiteta. Ela estudou livros teóricos e técnicos, teve aulas de redação e conseguiu que Adrienne Gorska a levasse para obras. Ela também viajou com Jean para estudar prédios importantes e aprendeu a refazer projetos arquitetônicos.
Em 1926, ela começou a trabalhar em uma nova casa de férias perto de Mônaco para compartilhar com Jean. Como um estrangeiro na França não podia possuir totalmente a propriedade, Eileen comprou a terra e a colocou em nome de Jean, fazendo dele seu cliente no papel. A construção da casa levou três anos e Eileen permaneceu no local enquanto Jean visitava ocasionalmente.
A casa recebeu o nome enigmático de E-1027. Era um código para os nomes do casal; o E representa Eileen e os números 10, 2 e 7 representam as posições das letras J de Jean, B de Badovici e G de Gray no alfabeto. E-1027 é descrita como uma obra-prima da arquitetura.

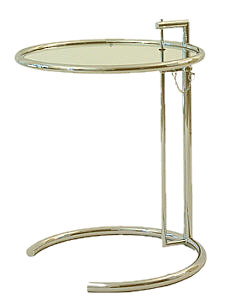
Mesa E-1027

E-1027 é um cubóide branco construído em terreno rochoso sobre pilares. De acordo com a pesquisadora inglesa Frances Stonor Saunders, E-1027 foi formulado seguindo os "cinco pontos da nova arquitetura" de Le Corbusier porque é uma casa de planta livre que fica em pilotis com janelas horizontais, uma fachada livre e um terraço acessível por escada. No entanto, Eileen criticava o foco do movimento vanguardista moderno no exterior dos edifícios, tendo escrito que "o projeto do interior não deve ser o resultado incidental da fachada; deve levar a uma vida lógica e harmoniosa completa". Segundo o crítico de arquitetura Rowan Moore, do The Guardian, E-1027 "cresce dos móveis para o edifício". Nesse ponto, Eileen era fascinada por móveis leves, funcionais e polivalentes, que ela chamava de "estilo de acampamento". Ela criou um carrinho de chá com uma superfície de cortiça, para reduzir o barulho das xícaras e posicionou os espelhos para que um visitante pudesse ver a parte de trás da cabeça. Na entrada da E-1027, Eileen criou um nicho de celuloide para chapéus com prateleiras de rede para permitir uma visão clara, sem o risco de sedimentação de poeira.
Quando E-1027 foi terminada, Jean Badovici dedicou uma edição de sua revista a ele e se anunciou como arquiteto conjunto. Esta alegação foi refutada por Jennifer Goff, curadora do Museu Nacional da Irlanda. De acordo com a pesquisa de Goff, todos os planos existentes da casa eram de Eileen e "o papel de Badovici foi primeiramente o cliente e o segundo de arquiteto-consultor".
Eileen e Jean terminaram e, em 1931, Eileen começou a trabalhar em uma nova casa, Tempe à Pailla, na cidade vizinha de Menton. Era uma pequena casa de dois quartos com um grande terraço. Grande parte dos móveis era transformável, incluindo guarda-roupas expansíveis e um banquete de jantar que se dobrava para armazenamento e poderia ser transformado em uma mesa ocasional. Com Tempe à Pailla, Eileen se afastou do ideal de planta livre de Le Corbusier e criou mais espaços separados, maximizando as vistas panorâmicas da casa. O design de Eileen também maximizou o fluxo de ar e a luz natural com recursos como janelas e claraboias com persianas. A cozinha multinível de Eileen foi influenciada pela cozinha de Frankfurt de Margarete Schütte-Lihotzky.
Como amigo de Jean Badovici, que ficou com a E-1027, Le Corbusier costumava ficar na casa e tinha admiração e uma certa obsessão por ela, chegando a tentar compra-la sem sucesso, e, por isso, comprou terras e construiu uma outra casa nas proximidades. Em 1938/1939 ele vandalizou as paredes da E-1027 com murais cubistas de mulheres nuas. Isso violou o desejo expresso de Eileen de que E-1027 fosse livre de qualquer decoração. O crítico Rowan Moore diz que esse foi um "ato de falocracia nua" e coloca que ele provavelmente se sentiu "afrontado por uma mulher poder criar um trabalho tão bom de modernismo" e então vandalizou a casa para afirmar "seu domínio, como um cachorro urinando, sobre o território".

## Segunda Guerra Mundial
Durante a Segunda Guerra Mundial, Eileen teve que deixar Menton, ocupada pela Itália. Suas casas foram saqueadas e muitos de seus desenhos e modelos foram destruídos por bombardeios. Os soldados alemães usaram os muros do E-1027 para praticar tiro ao alvo.

## Pós-guerra e últimos anos
O interesse renovado no trabalho de Eileen começou em 1967, quando o historiador Joseph Rykwert publicou um ensaio sobre ela na revista de design italiana Domus. Após a publicação do artigo, ela passou a ser muito procurada por, por exemplo, estudantes ansiosos para aprender com a agora famosa designer.
Em 1972, a compra de 'Le Destin' - uma tela lacada de quatro painéis que foi a primeira venda de Eileen em 1914 - pelo famoso designer de moda francês Yves Saint Laurent em um leilão de Paris ajudou ainda mais a reviver o interesse na carreira dela.
A primeira exposição retrospectiva de seu trabalho, intitulada 'Eileen Gray: Pioneira do Design', foi realizada em Londres em 1972. Uma exposição de Dublin se seguiu no ano seguinte. Na exposição de Dublin, Eileen, com 95 anos, recebeu uma honraria honorária do Instituto Real de Arquitetos da Irlanda.
Em 1973, Eileen assinou um contrato para reproduzir a cadeira Bibendum e muitas de suas peças pela primeira vez. Eles permanecem em produção.
Eileen Gray morreu em 31 de outubro de 1976. Ela está enterrada no cemitério Père Lachaise em Paris, mas sua família não pagou a taxa de licença, e por isso seu túmulo não é identificável.

## Vida pessoal
Eileen era bissexual. Ela se misturou nos círculos lésbicos de sua época, sendo associada a Romaine Brooks, Loie Fuller, Damia e Natalie Barney. O relacionamento intermitente de Eileen com a cantora Damia terminou em 1938, após o qual elas nunca mais se viram, embora ambas vivessem até os noventa anos na mesma cidade. 
Eileen também teve por algum tempo um relacionamento intermitente com o arquiteto e escritor romeno Jean Badovici. Ele havia escrito sobre seu trabalho de design em 1924 e incentivado seu interesse em arquitetura. Seu envolvimento romântico com ele terminou em 1932.
Como nunca viveu na Irlanda durante a vida adulta, na velhice, ela declarou: "Estou sem raízes, mas se tiver alguma, elas estão na Irlanda".

## Legado

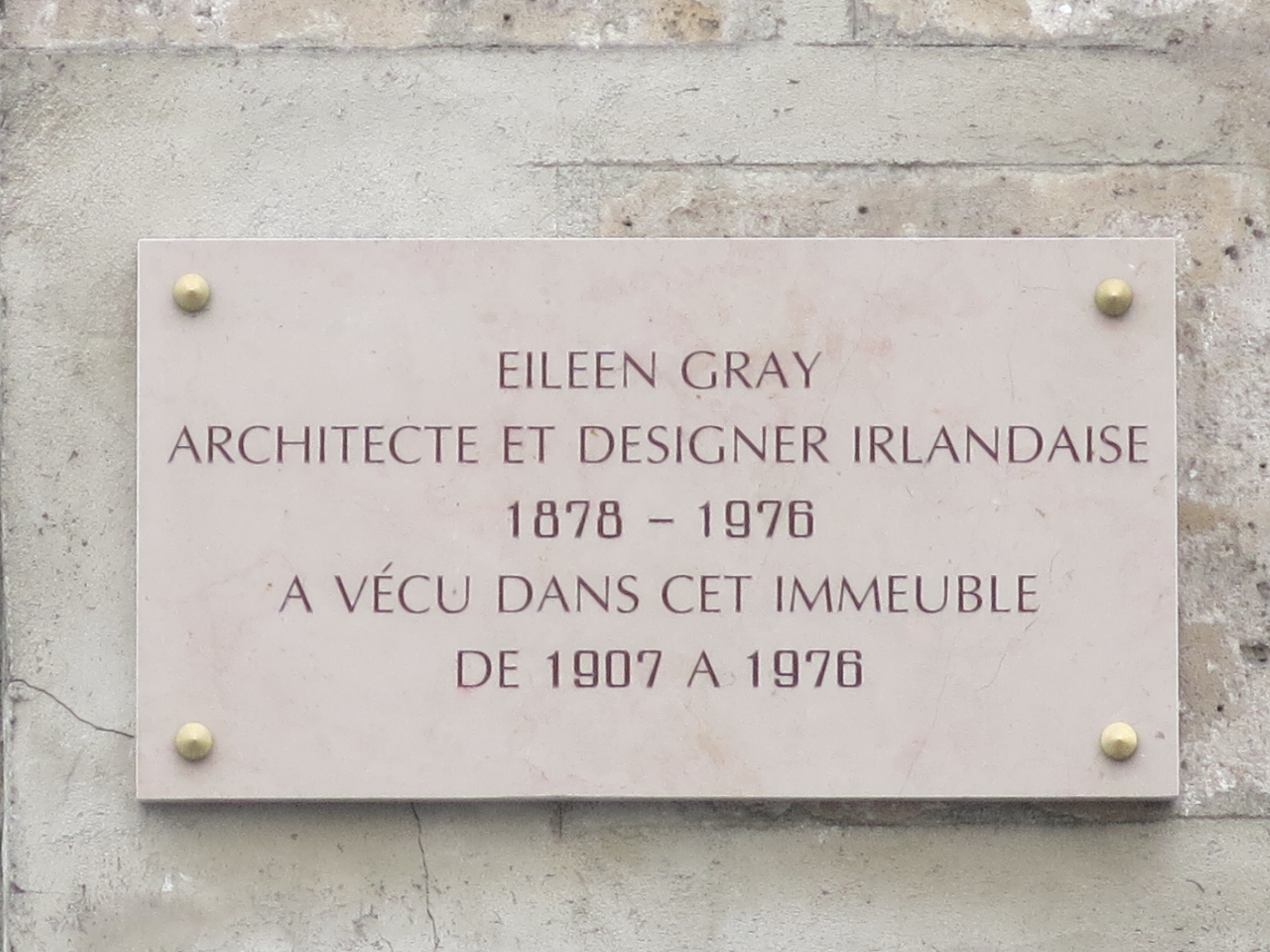
Placa em Paris indicando o prédio onde Eileen Gray viveu a maior parte da vida.

As conquistas de Eileen Gray foram restritas durante sua vida. De acordo com Reyner Banham, "(o trabalho de Eileen) era, também em seus dias, parte de um estilo pessoal e de uma filosofia de design que, pela aparência das coisas, era rica demais para a opinião pública. E se a opinião pública não publica você, particularmente nos grandes compêndios que definem os cânones dos anos 30, 40 e 50, você deixou o registro e deixou de fazer parte do universo de discursos acadêmicos."
O Museu Nacional da Irlanda tem uma exposição permanente de seu trabalho.
Em fevereiro de 2009, a poltrona dos dragões, fabricada por Eileen entre 1917 e 1919 (adquirida por sua patrocinadora Suzanne Talbot e posteriormente parte da coleção de Yves Saint Laurent e Pierre Bergé) foi vendida em um leilão em Paris por 21,9 milhões de euros, estabelecendo um recorde de leilão para a arte decorativa do século XX e se tornando a cadeira mais cara do mundo.
Dois documentários sobre a vida e o trabalho de Eileen Gray foram lançados: Eileen Gray - Einladung zur Reise em 2006 e Gray Matters em 2014. Além deles, o filme de 2015 The Price of Desire aborda o período do projeto e construção da E-1027 e a conturbada relação entre Eileen Gray, Jean Badovici e Le Corbusier. Eillen foi interpretada por Orla Brady.